# Zongo II
Zongo II est un quartier situé dans le 3e arrondissement de Parakou dans le département du Borgou au Bénin. Il est le plus grand quartier de l'arrondissement.

## Histoire
Le 27 mai 2013 après la délibération et l'adoption par l'assemblée nationale du Bénin en sa séance du 15 février 2013 de la loi n°2013-05du15/02/2013 portant création, organisation, attributions et fonctionnement des unités administratives locales en République du Bénin, Zongo II  figure dans la liste des douze quartiers de cet arrondissement,,,,,,,.

## Population
Selon le rapport de février 2016 de l'Institut National de la Statistique et de l'Analyse Économique (INSAE) du Bénin intitulé Effectifs de la population des villages et quartiers de ville du Bénin (RGPH-4, 2013), le quartier Zongo II compte 13859 habitants dont 6990 femmes et 6869 hommes.

## Galerie

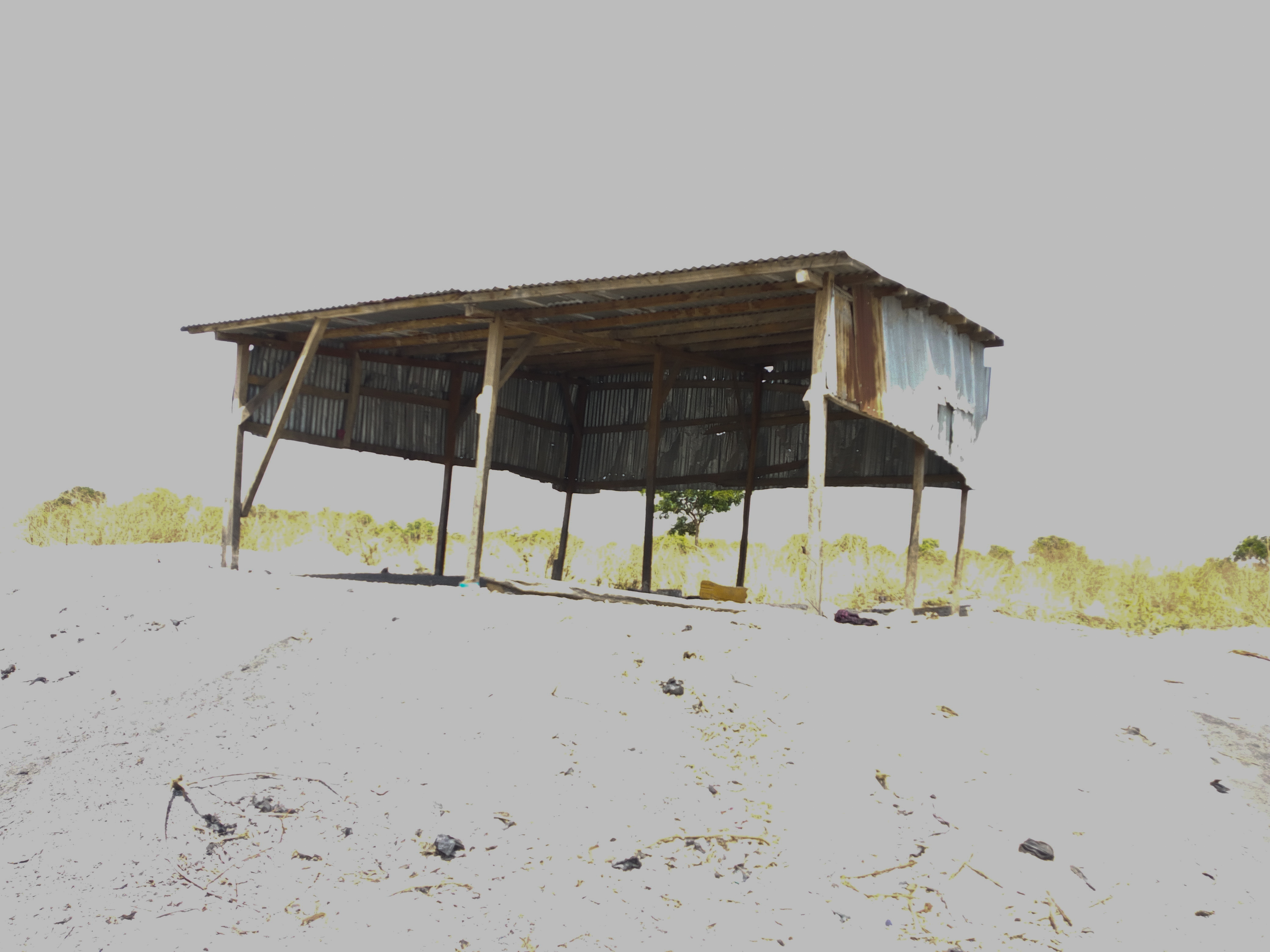
Hangar de repos des concasseurs sur un site concassage à Parakou Bénin
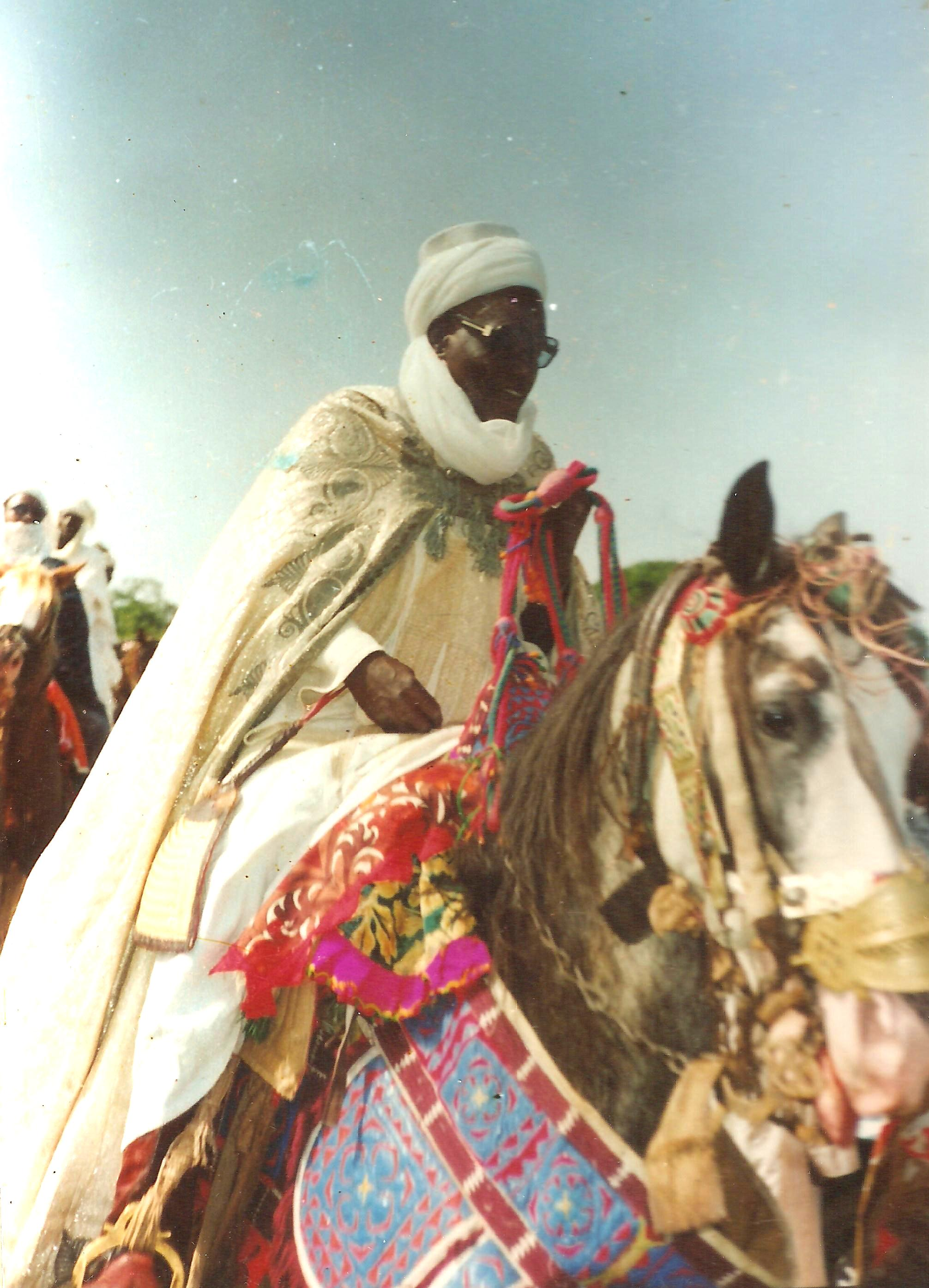
Mama Chabi
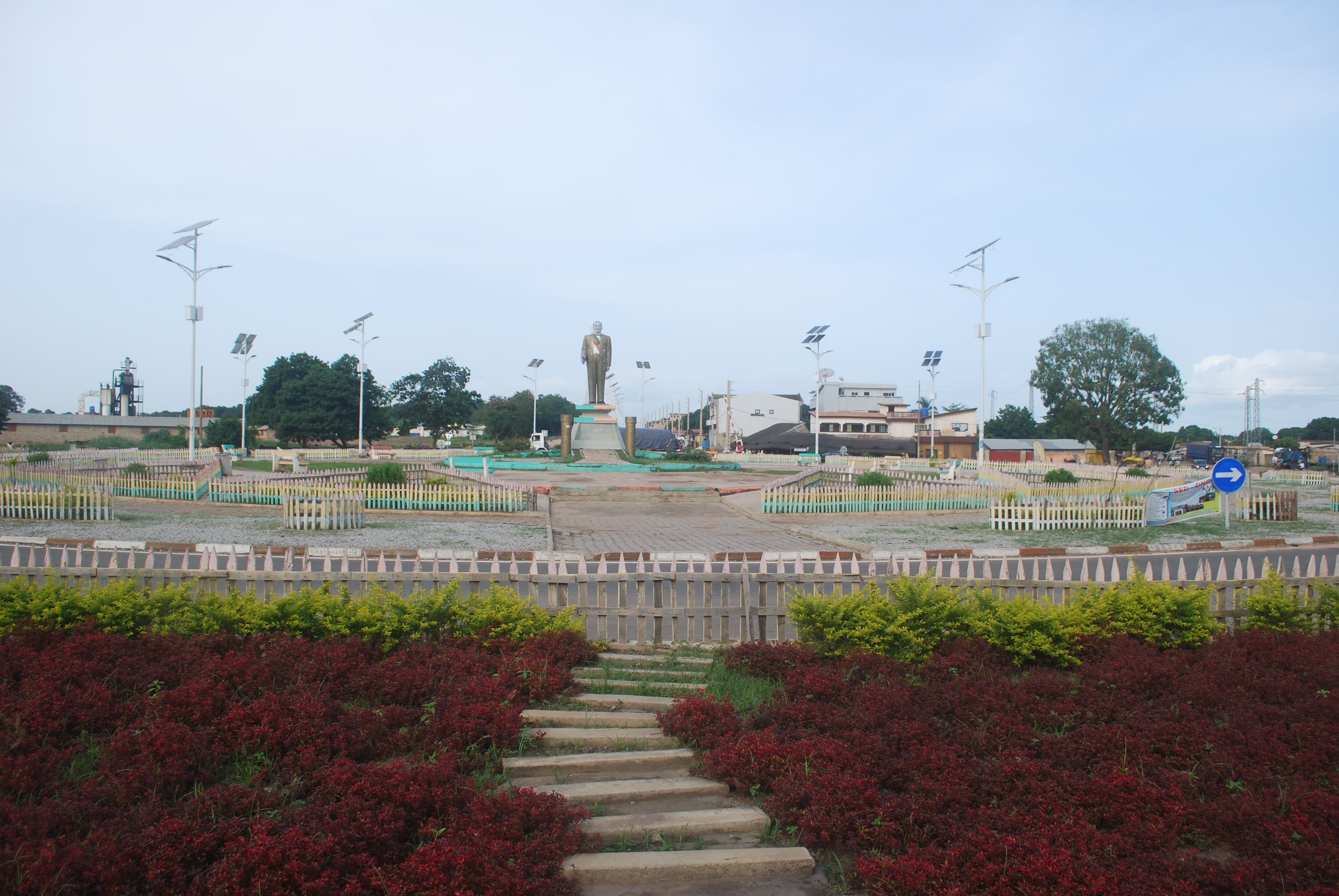
La place Hubert Maga